# Uckfield
Uckfield is een civil parish in het bestuurlijke gebied Wealden, in het Engelse graafschap East Sussex. De plaats telt 14.493 inwoners.